# Modern Day Babylon
Modern Day Babylon, auch als MDB bekannt, ist ein tschechisches Musikprojekt, das von dem Gitarristen Tomáš Raclavský gegründet wurde.

## Geschichte
Modern Day Babylon besteht aus dem Gitarristen Tomáš Raclavský (* 1987) aus Ústí nad Labem, dem Schlagzeuger Petr Hataš (* 1994) aus Pilsen und dem Bassisten Marek Mrvik (* 1994) aus Ústí nad Labem. Zu Beginn war Modern Day Babylon das Soloprojekt von Raclavský. Bis zur Veröffentlichung des Debütalbums The Manipulation Theory stießen Mrvik und Šeminský zu Raclavský. Im Jahr 2011 wurde das Trio mit dem „Newcomer of the Year Award“ und dem „Minialbum of the Year Award“ ausgezeichnet, die von „Britva Award“ – einem Zusammenschluss verschiedener tschechischer Medien – vergeben wird. Im selben Jahr wurde The Manipulation Theory auf Platz 17 der „got-djent.com Top 20-Realeses“ des Jahres gewählt. Nach der Veröffentlichung erhielt das Trio die Möglichkeit, auf dem Tech-Fest in Großbritannien zu spielen. Im Oktober 2012 veröffentlichten Modern Day Babylon die Single Differential, bei dem auch der britische Sänger Maxi Curnow mitwirkte. 2013 schaffte es das Album Travelers auf Platz 5 der „got.djent.com Top 20-Realeses“. Im selben Jahr wurde der ehemalige Bassist Mrvik durch den derzeitigen Bassisten Kuncincky ersetzt, da Mrvik nicht mehr genug Zeit für das Projekt aufbringen konnte. 2014 wurde Šeminský durch Hataš ersetzt.

## Diskografie
- 2011: The Manipulation Theory (Album)
- 2012: Differential (Single)
- 2013: Travelers (Album)
- 2015: The Ocean Atlas (EP)
- 2018: Coma (Album)
- 2019: Undefeated (EP)